# Wairopi
Wairopi ist ein Ort in Papua-Neuguinea am Fluss Kumusi. Wairopi liegt an der Straße, die Popondetta, den Hauptort der Provinz Ora, mit Kokoda verbindet, und gehört auch zum Kokoda Track.

## Etymologie
Der Name Wairopi ist melanesisches Pidgin. Es wurde aus dem englischen Wire Rope Bridge abgeleitet, was Drahtseilbrücke bedeutet. 